# Клещи-сенокосцы
Клещи́-сеноко́сцы (лат. Opilioacaridae) — семейство клещей, выделяемое в собственный отряд Opilioacarida. Сравнительно крупные сухопутные клещи (1—3 мм), населяющие тропические и субтропические районы. Известно 25 современных и 1 ископаемый вид.

## Строение
Длина тела взрослых особей превышает 1 мм (до 2,75 мм). Головной и грудной отделы тела сливаются в головогрудь, чётко отграниченную от сохраняющего внешнюю сегментацию брюшка.
На переднем конце тела располагается ротовой аппарат — гнатосома, состоящая из хелицер, верхней губы и первых члеников педипальп. На спинной стороне головогруди обычно находятся три пары глаз (две — у Paracarus и Siamacarus). Длинные тонкие ноги придают клещам-сенокосцам внешнее сходство с сенокосцами.
На спинной стороне брюшка открываются стигмы трахей.

## Распространение и образ жизни
Представители известны из тропических и субтропических областей Старого и Нового света. Самая северная находка — ископаемые остатки из балтийского янтаря, датируемые эоценом, — указывает на то, что ранее ареал мог быть существенно шире современного. Клещи-сенокосцы обитают в почве, под камнями, в лесной подстилке. 
Клещи-сенокосцы питаются твёрдой пищей. Долгое время их считали исключительно хищными формами, охотящимися на живых мелких членистоногих, однако на рубеже XX и XXI века появились экспериментальные данные о поедании ими трупов членистоногих (коллембол, других клещей), пыльцы растений и гиф и спор грибов.

## История изучения и таксономия
Первое описание клещей-сенокосцев принадлежит датскому арахнологу Карлу Иоганну Виту (дат. C. J. With), который в 1902 году на основе материала из северных районов Алжира дал краткое описание вида Opilioacarus segmentatus в материалах конгресса «Congrès des Naturalistes et Médecins du Nord tenu á Helsingfors». Уже через два он опубликовал более крупную работу, в которой существенно дополнил первоначальное описание и ввёл два новых вида, обнаруженных на Сицилии и на Аравийском полуострове. В этой работе Вит использовал другое, «более удачное» родовое название — Eucarus, которое не было принято научным сообществом.

### Филогения
Клещей-сенокосцев включают в состав паразитиформных клещей в качестве отряда, хотя раньше рассматривали в качестве сестринской группы, выделяя в монотипический надотряд Opilioacariformes. В этом случае два надотряда объединяют под названием Anactinotrichida.

### Представители
На настоящий момент описано 26 видов клещей-сенокосцев, объединяемых в 10 родов:
- Adenacarus van der Hammen, 1966 — 1 вид;
- Caribeacarus Vázquez et Klompen, 2009 — 2 вида[2];
- Neocarus Chamberlin et Mulaik, 1942 — 5 видов, иногда рассматривается в качестве подрода в роде Opilioacarus[2][3];
- Opilioacarus With, 1902typus, (=Eucarus With, 1903) — 5 видов;
- Panchaetes Naudo, 1963 — 2 вида;
- Paracarus Chamberlin et Mulaik, 1942 — 1 современный[3] и 1 ископаемый вид[4];
- Phalangiacarus Coineau et van der-Hammen, 1979 — 1 вид;
- Salfacarus van der Hammen, 1977 — 5 видов;
- Siamacarus Leclerc, 1989 — 2 вида;
- Vanderhammenacarus Leclerc, 1989[11] — 1 вид;

### Синонимы
Названию отряда Opilioacarida (Opilioacarina With, 1902, Opilioacariformes Johnston, 1968) синонимичны: Notostigmata With, 1902, Eucarina With, 1903 и Onychopalpida Wharton, 1947.